# جورج هاردي (عسكري)
جورج هاردي (بالإنجليزية: George Hardy)‏ هو عسكري أمريكي، ولد في 1924 في فيلادلفيا في الولايات المتحدة.